# Позафракційний народний депутат
Позафракційний народний депутат — народний депутат, який не увійшов до складу депутатської фракції, якого виключено чи який вийшов із складу депутатської фракції. Зазвичай позафракційними є незалежні депутати, яких обрали в одномандатному чи багатомандатному виборчому окрузі і які є позапартійними.
Позафракційні народні депутати можуть входити до складу депутатських фракцій або об'єднуватися у депутатську групу народних депутатів.
Народний депутат може не входити до жодної зареєстрованої депутатської фракції чи депутатської групи
У Верховній Раді України 8-го скликання 49 народних депутатів України, які не входять до складу будь-якої фракції чи групи. [Архівовано 11 лютого 2019 у Wayback Machine.]

## Незалежні депутати Європарламенту
Незалежні депутати Європейського парламенту — депутати, які не входять до складу жодної політичної сили (англ. Political groups).
В Європарламенті з 751 депутата мають статус незалежних мають лише 18 депутатів. [Архівовано 12 жовтня 2018 у Wayback Machine.].